# PowerBall

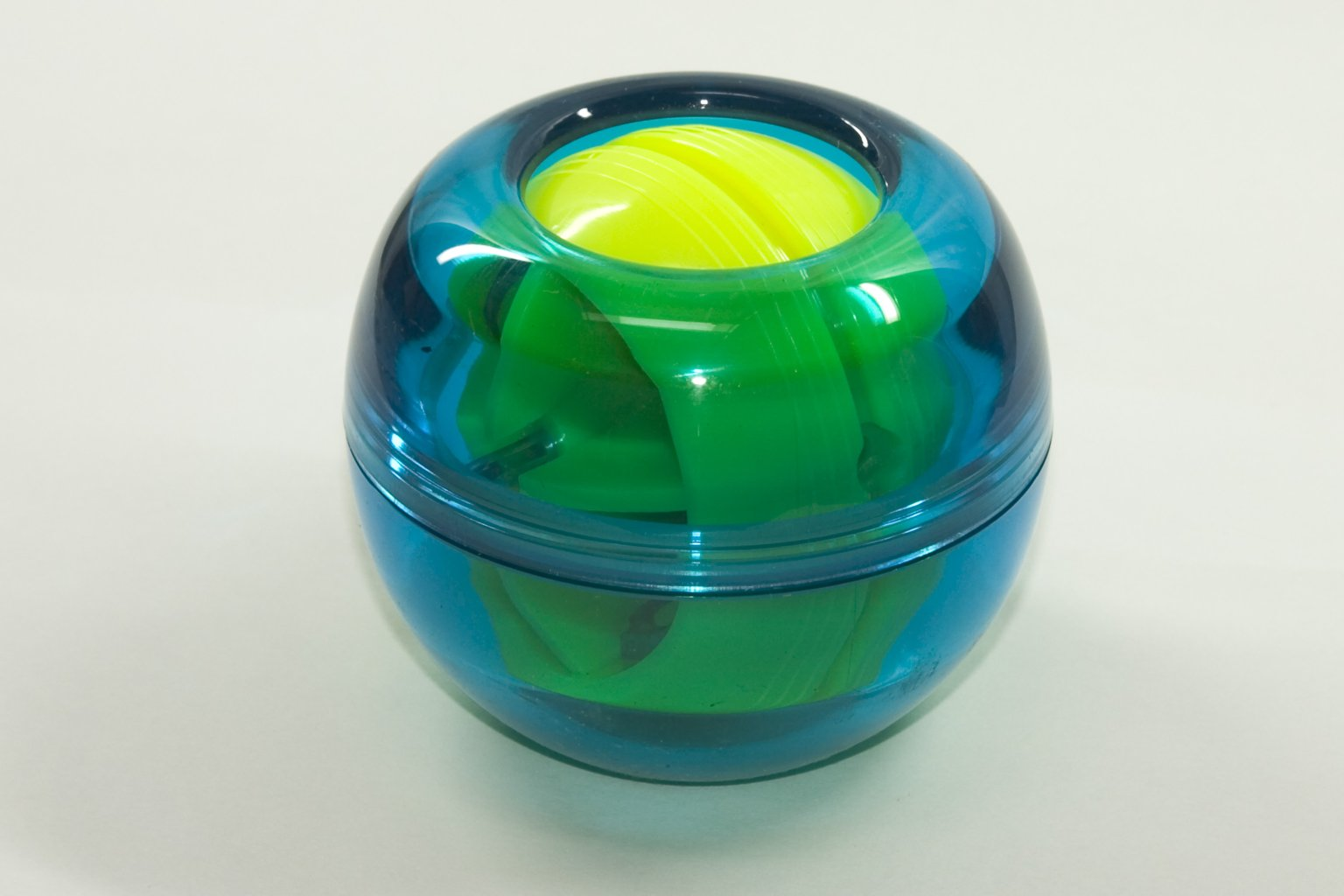
PowerBall

Een PowerBall is een gyroscopisch trainingsapparaat om de spieren van de pols, de arm en de schouders te trainen. Er worden ook Powerballs verkocht met tellers, dynamo's en leds.
Het apparaat bestaat uit een vrij draaiende rotor, binnenin een bol. Door middel van een touw (zoals bij een tol) of met een aanzet van de duim wordt de rotor aan het draaien gebracht. Er zijn ook modellen met een automatisch startend (veer)mechanisme wat het beste te vergelijken is met een speelgoedauto die naar achteren getrokken wordt, om vervolgens naar voren te schieten. Vervolgens komt het erop aan om de rotor te versnellen door de bol op een bepaalde manier rond te draaien. Als vergelijking kan het ronddraaien van een ijsklontje in een glas als soortgelijke beweging gelden. Zoals iedere draaitol verzet de draaiende rotor zich tegen richtingveranderingen en vertoont hij precessie.
Een PowerBall werkt niet met vaste gewichten, maar de gebruiker verricht arbeid door de Powerball tegen het impulsmoment in te draaien. De snelheid kan oplopen tot meer dan 15.000 omwentelingen per minuut. Er wordt gewaarschuwd voor overbelasting van spieren en gewrichten door overmatig gebruik, maar de Powerball wordt tevens vaak gebruikt in fysiotherapeutische behandelingen als hersteloefening na (sport)blessures of operaties.
Door de juiste polsbeweging krachtig toe te passen kan men tot een groot aantal omwentelingen per minuut komen. Het huidige wereldrecord kwam in 2013 met 17.015 toeren per minuut in handen van de Griek Akis Kritsinelis. Een digitale teller kan de prestatie meten.